# Manuel Almunia
Manuel Almunia Rivero (* 19. května 1977) je bývalý španělský fotbalový brankář, který hrál naposledy v anglickém Watfordu. Největší část své fotbalové kariéry strávil v Arsenalu, se kterým v roce 2005 vyhrál FA Cup.
Koncem srpna 2014 musel kvůli zdravotním důvodům ukončit kariéru (problémy se srdcem).